# Elye Wahi
Sepe Elye Delmas Wahi (Courcouronnes, 2 januari 2003) is een Frans-Ivoriaans voetballer die doorgaans speelt als spits. In januari 2025 verruilde hij Olympique Marseille voor Eintracht Frankfurt.

## Clubcarrière
Wahi speelde in de jeugd van Suresnes voor hij in 2016 terechtkwam in de opleiding van SM Caen. Na een kort uitstapje naar Montfermeil ging hij in 2018 naar Montpellier. Hier tekende hij zijn eerste professionele contract in oktober 2019. Zijn debuut maakte hij op 16 december 2020, in de Ligue 1 tegen FC Metz. Door doelpunten van Aaron Leya Iseka en Habib Maïga ging de wedstrijd met 0–2 verloren. Wahi moest van coach Michel Der Zakarian op de reservebank beginnen en mocht vier minuten voor tijd invallen voor Gaëtan Laborde. Zijn eerste doelpunt volgde op 15 januari, in het eigen Stade de la Mosson tegen AS Monaco. Namens die club scoorde Kevin Volland eenmaal en Wissam Ben Yedder tweemaal, waarna Wahi scoorde namens Montpellier. Door een treffer van Andy Delort werd het uiteindelijk 2–3. Met zijn doelpunt werd hij de op een na jongste doelpuntenmaker uit de clubhistorie.
Nadat hij het seizoen 2022/23 beëindigde met negentien competitiedoelpunten, verkaste Wahi voor een bedrag van circa dertig miljoen euro naar RC Lens, waar hij zijn handtekening zette onder een verbintenis voor de duur van vijf seizoenen. Voor Lens maakte de aanvaller negen doelpunten in zevenentwintig competitiewedstrijden. Een jaar na zijn komst verkocht Lens hem voor circa vijfentwintig miljoen euro weer aan Olympique Marseille. Hier tekende hij voor vijf jaar. Na een half seizoen werd Wahi voor een miljoen euro verlies doorverkocht aan Eintracht Frankfurt, waar hij voor vijfenhalf jaar tekende.

## Clubstatistieken
| Seizoen | Club                | Competitie | Competitie | Competitie | Beker | Beker | Internationaal | Internationaal | Totaal | Totaal |
| Seizoen | Club                | Competitie | Wed.       | Dlp.       | Wed.  | Dlp.  | Wed.           | Dlp.           | Wed.   | Dlp.   |
| ------- | ------------------- | ---------- | ---------- | ---------- | ----- | ----- | -------------- | -------------- | ------ | ------ |
| 2020/21 | Montpellier         | Ligue 1    | 18         | 3          | 4     | 0     | —              | —              | 22     | 3      |
| 2021/22 | Montpellier         | Ligue 1    | 33         | 10         | 3     | 0     | —              | —              | 36     | 10     |
| 2022/23 | Montpellier         | Ligue 1    | 33         | 19         | 0     | 0     | —              | —              | 33     | 19     |
| 2023/24 | Montpellier         | Ligue 1    | 1          | 0          | 0     | 0     | —              | —              | 1      | 0      |
| 2023/24 | RC Lens             | Ligue 1    | 27         | 9          | 1     | 0     | 8              | 3              | 36     | 12     |
| 2024/25 | Olympique Marseille | Ligue 1    | 13         | 3          | 1     | 0     | —              | —              | 14     | 3      |
| 2024/25 | Eintracht Frankfurt | Bundesliga | 0          | 0          | 0     | 0     | —              | —              | 0      | 0      |
| Totaal  | Totaal              | Totaal     | 125        | 44         | 9     | 0     | 8              | 3              | 142    | 47     |

Bijgewerkt op 6 februari 2025.